# Bergbahn Luchon–Superbagnères
| Zug der Zahnradbahn in der Talstation ca. 1920 |                     |                            |        |
| |                     |                            |        |
| Streckenlänge: | 5,65 km             |                            |        |
| Spurweite: | 1000 mm (Meterspur) |                            |        |
| Stromsystem: | 3000 V ∆            |                            |        |
| Zahnstangensystem: | Strub               |                            |        |
| |                     |                            |        |
| \| \| 0,0 \| Bagnères-de-Luchon \| 638 m \| \| \| 0,88 \| La Chaumière Standseilbahn \| 830 m \| \| \| 1,57 \| La Soulan \| 983 m \| \| \| 2,65 \| Mi-Sahage \| 1196 m \| \| \| \| Viaduc de Mailh-Trinquat \| (88 m) \| \| \| 3,72 \| Artigue-Ardounne \| 1425 m \| \| \| 4,65 \| Fontaine-Brouca \| 1653 m \| \| \| 5,68 \| Superbagnères \| 1800 m \| |                     |                            |        |
| Kopfbahnhof Streckenanfang (Strecke außer Betrieb) | 0,0                 | Bagnères-de-Luchon         | 638 m  |
| Haltepunkt / Haltestelle (Strecke außer Betrieb) · Haltepunkt / Haltestelle Streckenanfang und quer (Strecke außer Betrieb) | 0,88                | La Chaumière Standseilbahn | 830 m  |
| Dienststation / Betriebs- oder Güterbahnhof (Strecke außer Betrieb) | 1,57                | La Soulan                  | 983 m  |
| Dienststation / Betriebs- oder Güterbahnhof (Strecke außer Betrieb) | 2,65                | Mi-Sahage                  | 1196 m |
| Brücke (Strecke außer Betrieb) |                     | Viaduc de Mailh-Trinquat   | (88 m) |
| Bahnhof (Strecke außer Betrieb) | 3,72                | Artigue-Ardounne           | 1425 m |
| Dienststation / Betriebs- oder Güterbahnhof (Strecke außer Betrieb) | 4,65                | Fontaine-Brouca            | 1653 m |
| Kopfbahnhof Streckenende (Strecke außer Betrieb) | 5,68                | Superbagnères              | 1800 m |

Die Bergbahn Luchon–Superbagnères war eine Zahnradbahn in den französischen Pyrenäen im Département Haute-Garonne, die von 1912 bis 1966 von Bagnères-de-Luchon auf das Plateau von  Superbagnères verkehrte. Sie legte den Grundstein für das Skigebiet Luchon-Superbagnères – dem größten Skigebiet in den Pyrenäen und dem zweitgrößten Skigebiet Frankreichs.

## Geschichte

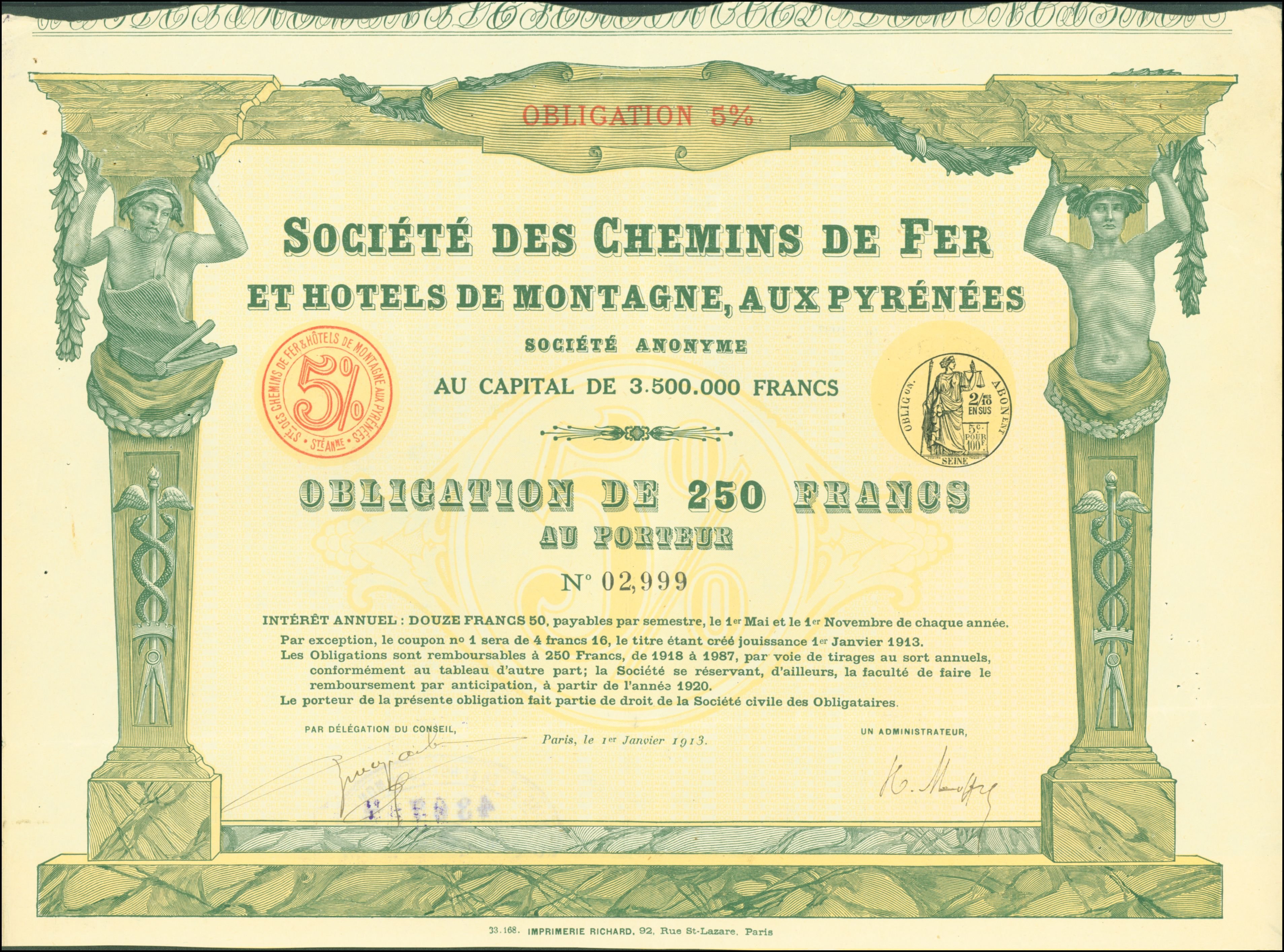
Obligation über 500 Francs der Société des chemins de fer et hôtels de montagne aux Pyrénées vom 1. Januar 1913

Der Apotheker Ludovic Dardenne aus Luchon stieß 1911 die Gründung der Société des chemins de fer et hôtels de montagne aux Pyrénées (CFHMP) an. Die Gesellschaft sollte eine Tourismusstation in den Pyrenäen aufbauen. Im Verwaltungsrat der Gesellschaft saß auch Jean Paul, als Oberingenieur zuständig für den Betrieb der Compagnie des chemins de fer du Midi (MIDI), der von einer Touristenstation nach Vorbild derjenigen in der Schweiz träumte. Die Gesellschaft zeichnete 1911 erfolgreich ein Aktienkapital von zwei Millionen Französische Franc, sodass am 15. Juli 1911 mit dem Bau der Strecke für die Zahnradbahn begonnen werden konnte.
Für den Bau wurde eine SLM-Dampflok aus der Schweiz importiert, die auf eigenen Rädern vom Bahnhof zur Talstation gefahren wurde, indem auf der Straße fliegend Schienen verlegt wurden, die vor der Lok verlegt und nach deren Durchfahrt wieder abgebaut wurden.
Die Eröffnung des Betriebs zwischen dem Luchon und dem oberhalb des Ortes gelegenen Plateau von Superbagnères war am 17. August 1912. Die Bahn erlaubte erst das Baumaterial für das Hotel auf den Berg zu transportieren, das aber wegen des Ersten Weltkriegs erst 1922 eröffnet werden konnte.
Eine Standseilbahn verband Chaumière, die erste Haltestelle nach der Talstation, mit dem Kurviertel von Bagnères. Weil der Endbahnhof der von der MIDI betriebenen Bahnstrecke aus Montréjeau 1200 Meter vom Stadtzentrum von Bagnères entfernt lag, sollte vom Bahnhof zur Talstation der Bergbahn eine elektrische Straßenbahn gebaut werden, die aber nie zustande kam.
Die Bergbahn war ganzjährig in Betrieb, weil sie auch im Winter von Skifahrern und Touristen benutzt wurde. Eine Fahrt dauerte 45 Minuten. Jährlich wurden die Bahn von beinahe 80.000 Fahrgästen benutzt. Bis Ende der 1950er-Jahre stiegen die Fahrgastzahlen kontinuierlich an. Nachdem in den Jahren 1961 bis 1962 eine Straße nach Superbagnères gebaut wurde, gingen die Fahrgastzahlen jedoch zurück, sodass 1963 die Einstellung der Bahn beschlossen wurde. Am Ende der Wintersaison 1965/66 verkehrte nach 54 Jahren Betrieb der letzte Zug der Zahnradbahn, der Betrieb wurde aber erst Ende 1966 offiziell eingestellt. Das Rollmaterial wurde noch weiter unterhalten, sodass es im April 1972 in tadellosem Zustand an die Chemin de Fer de la Rhune abgegeben werden konnte.
Seit der Einstellung der Zahnradbahn war das Skigebiet von Bagnères-de-Luchon nur per Straße erreichbar. 1993 wurde eine Luftseilbahn zwischen Bagnères-de-Luchon und dem Skigebiet errichtet.

## Technik und Betrieb
Die Zahnradbahn wies einige technische Ähnlichkeiten mit der weiter westlich gelegenen Chemin de Fer de la Rhune auf. So verwendete sie ebenfalls Zahnstangen nach dem System Strub und benutzte für den Antrieb Dreiphasenwechselstrom mit einer Spannung von 3000 Volt aus einer zweipoligen Oberleitung. Der Strom wurde aus dem Kraftwerk Picadère bezogen, dass sich an der One am Ortseingang von Luchon befand.
Die meterspurige Strecke war 5,65 Kilometer lang und wies drei Ausweichstationen, einen Unterwegsbahnhof und eine Haltestelle auf. Die Talstation in Luchon lag auf etwa 630 Metern Höhe über Meer, die Bergstation auf über 1800 Meter, sodass etwa 1170 Meter Höhe überwunden werden musste. Das größte Kunstbauwerk war der 88 Meter lange Viaduc du Mail Trinquat. Wie bei vielen Zahnradbergbahnen verkehrten die Züge im Folgezugbetrieb.

### Rollmaterial
Der Fahrzeugpark bestand bei der Eröffnung aus drei SLM He 2/2-Lokomotiven mit elektrischer Ausrüstung von BBC, eine vierte wurde 1914 nachgeliefert. Die Lokomotiven wurden von zwei Schleifringläufermotor angetrieben, die zusammen eine Leistung von 320 PS hatten. Sie wurden zusammen mit zwei Vorstellwagen eingesetzt, die zusammen 120 Personen befördern konnten. Bei der Bergfahrt wurde mit 7,8 km/h, bei der Talfahrt 8,2 km/h gefahren.
1938 stieß eine fünfte Lok mit den dazugehörigen Vorstellwagen von der Chemin de Fer de la Rhune zum Fuhrpark.
Weiter gab es zehn Personenwagen, vier Flachwagen für den Gütertransport, sowie einen Fahrleitungs-Turmwagen und einen Schneepflug.

### Unfall vom 28. Februar 1954
Am Sonntag, den 28. Februar 1954, ereignete sich ein schwerer Unfall auf der Zahnradbahn. Am Abend gegen 17 Uhr stiegen Skifahrer in Superbagnères in den ersten talwärts fahrenden Zug ein. Während dieser Zeit erwartete der Bahnhofsvorstand von Luchon den Anruf von Superbagnères, der ihm mitteilen sollte, wie viele Züge er bergwärts senden sollte, um alle zu erwarteten Fahrgäste ins Tal zu bringen. Weil kein Anruf kam, sandte Luchon zwei Züge in Richtung Superbagnères. Als der Anruf doch noch kam, wurde mitgeteilt, dass nur ein Zug nötig sei. Der Bahnhofsvorstand von Luchon kontaktierte darauf die Kreuzungsstation Mi-Sahage mit dem Hinweis, den zweiten bergwärts fahrenden Zug umgehend nach Luchon zurückzusenden. Zum gleichen Zeitpunkt erreichte der erste der drei von Superbagnères talwärts fahrende Züge die Kreuzungsstation Mi-Sahage, wo er auf das Ausweichgleis geleitet wurde, um den beiden bergwärts fahrenden Zügen Platz zu machen.
Nachdem die beiden bergwärts fahrenden Züge im Hauptgleis angehalten hatten, legte der Bremser des zweiten Zuges die Weiche hinter seinem Zug um, sodass der talwärts fahrende Zug aus der Ausweiche fahren könne. Kurz darauf stellte ein nur während der Saison angestellter Aushilfsarbeiter versehentlich erneut die talseitige Ausfahrweiche, sodass diese wieder in Richtung Hauptgleis führte. Die Zahnräder der Lokomotive Nr. 4 wurden durch die falsch gestellte Weiche aus der Zahnstange gehoben oder beschädigt, gleichzeitig schnitt die Lok aber die Weiche auf, sodass die Vorstellwagen nicht entgleisten. Der Zug fuhr ohne Bremse mit einer Geschwindigkeit von 80 km/h in Richtung der Kurve oberhalb von La Soulan. Die beiden Vorstellwagen entgleisten und kamen zum Stehen. Die Lokomotive fuhr weiter, entgleiste oberhalb bei La Soulan auf Grund eines durch die hohen Kräfte verursachten Schienenbruchs und stürzte in die Bagnartigue-Schlucht. Die Unfallstelle konnte von keinem Hilfszug erreicht werden, weil sich alle noch intakten Triebfahrzeuge oberhalb der Unfallstelle befanden. Die restlichen Fahrgäste mussten deshalb mit der Materialseilbahn des Wasserkraftwerks Lac d'Oô evakuiert werden.
Der Unfall forderte neun Todesopfer: sechs Skifahrer, die tödlich verletzt wurden, als sie versuchten aus dem fahrenden Zug zu springen, die beiden Lokführer, die mit der Lokomotive in die Schlucht stürzten und ein siebenjähriges Mädchen, das bei einem Schlittenunfall schwer verletzt worden war und wegen des Bahnunfalls nicht rechtzeitig zur medizinischen Versorgung nach Luchon gebracht werden konnte.

## Bilder

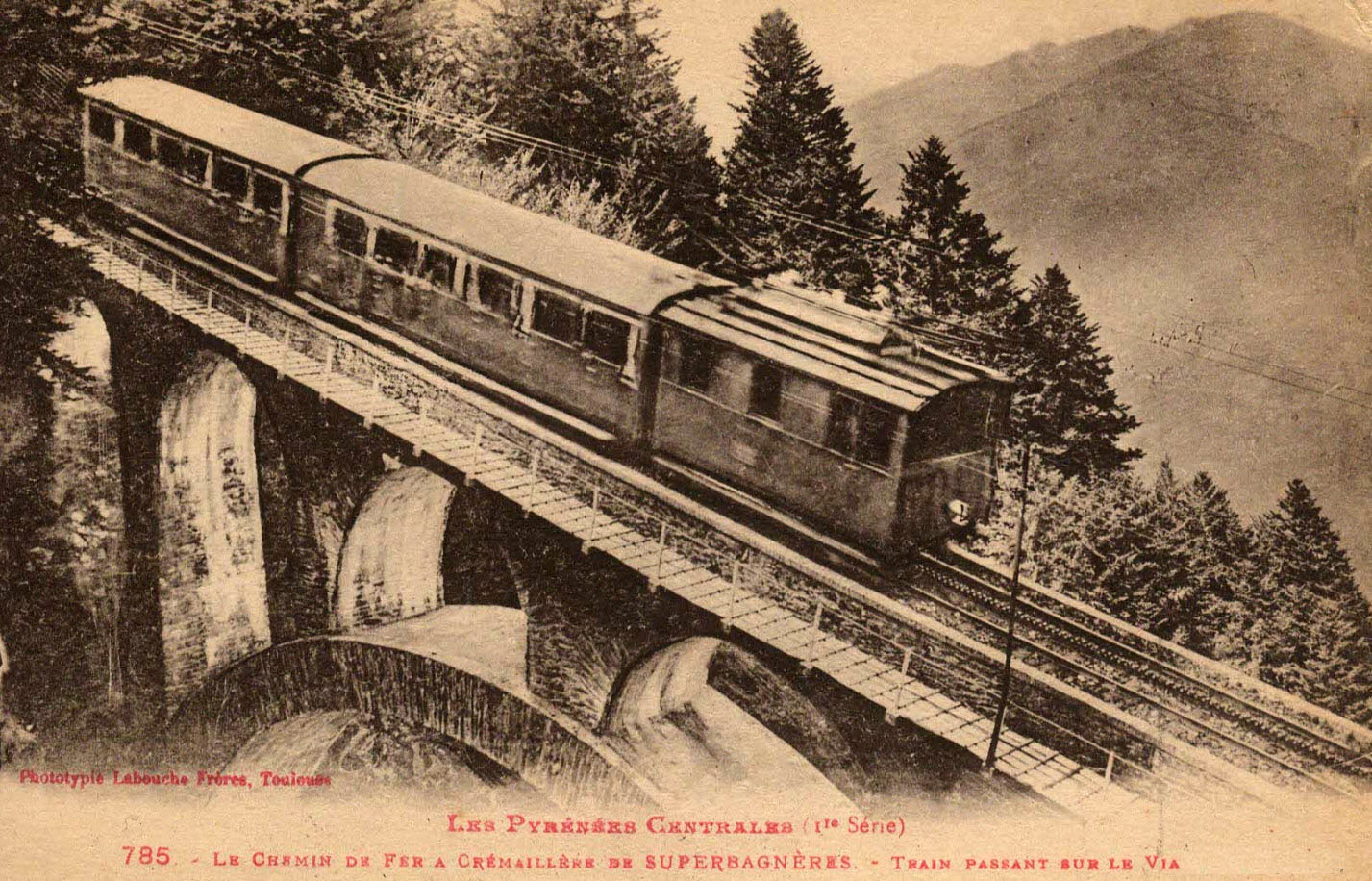
Zug auf dem Mailh-Trinquat-Viadukt
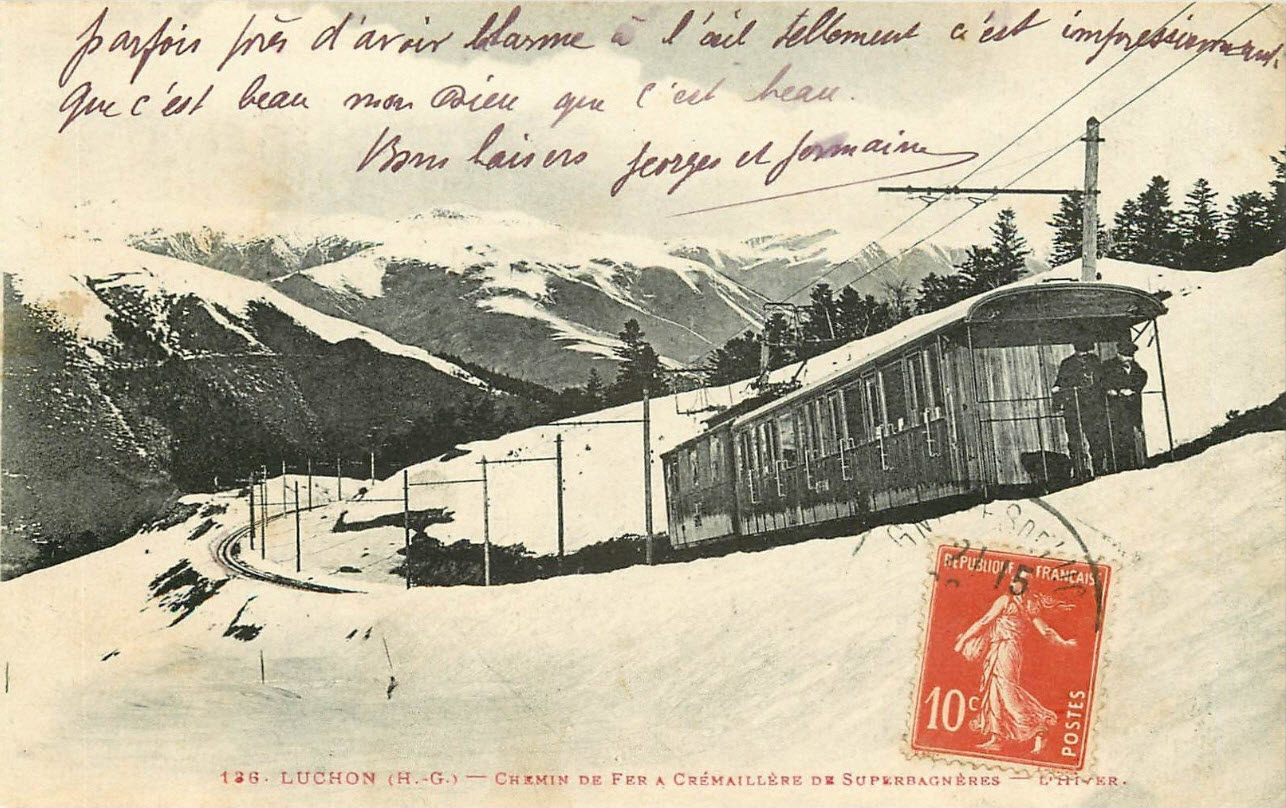
Ansichtskarte mit Zug im Winter
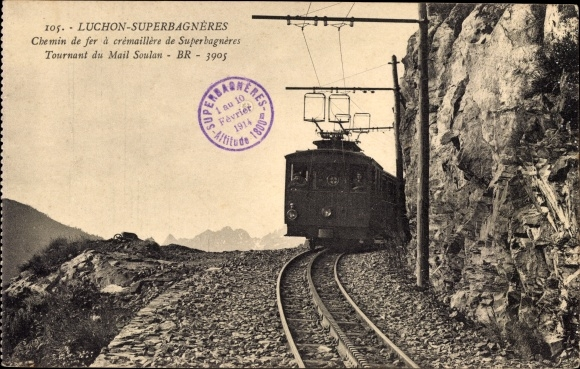
Zug bei der Kurve oberhalb von La Soulan
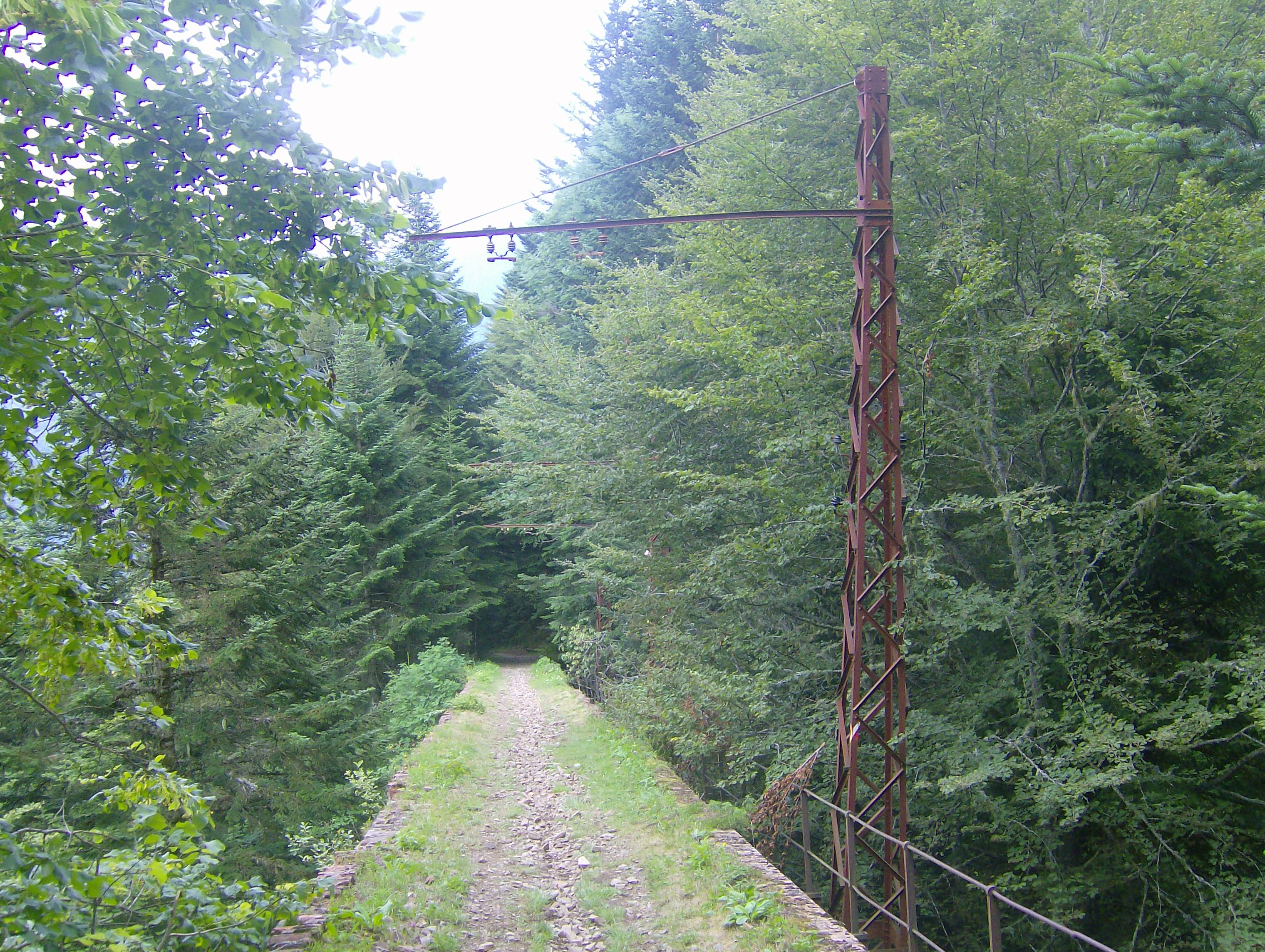
Erhaltener Bahnkörper (2010)